# Абрагам Маслоу
А́брагам Маслоу (Маслов; англ. Abraham Harold Maslow; 1 квітня 1908, Бруклін, Нью-Йорк — 8 червня 1970, Менло-Парк, Каліфорнія) — видатний американський психолог, засновник гуманістичної психології.

## Життєпис
Був найстаршим із семи дітей Самуїла Маслова та Рози Шиловської. Стосунки Маслоу зі своїми батьками, єврейськими іммігрантами з Києва, були напруженими.
Середню освіту здобув у безкоштовних нью-йоркських школах. За порадою батька вступив у юридичний коледж, однак втративши інтерес до навчання, навіть не закінчив першого курсу.
Наприкінці 1928 одружився з Бертою, своєю двоюрідною сестрою. Вони вступили в Медісонський університет (Вісконсин), де Маслоу став бакалавром (1930), магістром (1931) і доктором (1934) психології.

## Теорія мотивації
Його теорія потреб знайшла широке застосування в економіці, займаючи важливе місце в побудові теорій мотивації і поведінки споживачів.

Ієрархія людських потреб за А. Маслоу.
Сходинки (знизу вгору):
1. Фізіологічні
2. Безпека
3. Любов / Належність до чого-небудь
4. Повага
5. Пізнання
6. Естетичні
7. Самоактуалізація
Причому останні три рівні: «пізнання», «естетичні» та «самоактуалізація» в загальному випадку називають «Потребою в самовираженні» (Потреба в особистісному зростанні)

Маслоу вважав, що всі самоактуалізовані люди мають загальні характерні риси:
- самоповагу і повагу до інших;
- доброзичливість і терпимість;
- інтерес до навколишнього світу;
- прагнення розібратися в собі;
- і деякі інші.

До числа таких самоактуалізованих людей Маслоу відносив Авраама Лінкольна, Томаса Джефферсона, Альберта Ейнштейна, Елеонору Рузвельт, Джейн Адамс, Вільяма Джеймса, Альберта Швейцера, Олдоса Гакслі і Баруха Спінозу.

## Діаграма Маслоу
Широко відома, іноді приписувана Маслоу так звана «Піраміда Маслоу» — діаграма, що ієрархічно представляє людські потреби. Проте в жодній з його публікацій такої схеми немає, навпаки, він вважав, що ієрархія потреб не є фіксованою і найбільшою мірою залежить від індивідуальних особливостей кожної людини. «Піраміда потреб» введена, ймовірно, для спрощеного викладу ідеї ієрархії потреб, зустрічається вперше в німецькомовній літературі 1970-х років, наприклад, у першому виданні підручника У. Стоппа (1975 рік).
Діаграма Маслоу показує, в якому порядку людина в середньому задовольняє свої потреби. Хоча статистично діаграма правильна, бувають випадки, коли, наприклад, потреба у визнанні для людини важливіша за потреби в любові.

## Список робіт
- A Theory of Human Motivation [Архівовано 14 вересня 2017 у Wayback Machine.] (опубліковано у Psychological Review, 1943, Vol. 50 #4, pp. 370–396).
- Motivation and Personality (1-е видання: 1954, 2-е видання: 1970, 3-є видання 1987)
- Religions, Values and Peak-experiences, Columbus, Ohio: Ohio State University Press, 1964.
- Eupsychian Management, 1965; republished as Maslow on Management, 1998
- The Psychology of Science: A Reconnaissance, New York: Harper & Row, 1966; Chapel Hill: Maurice Bassett, 2002.
- Toward a Psychology of Being, (2-е видання, 1968)
- The Farther Reaches of Human Nature, 1971